# Kornjače nindže
Kornjače nindže (engl. Teenage Mutant Ninja Turtles) je američki igrani film iz 1990. zasnovan na franšizi Nindža kornjače. Film govori o životnoj priči Splintera i Nindža kornjača, njihovom prvom susretu s Ejpril O'Nil i Kejsijem Džounsom, kao i prvom sukobu sa Sekačem i njegovim Klanom Stopala.

## Spoljašnje veze
- O filmu na zvaničnom sajtu o Nindža kornjačama (језик: енглески)
- na sajtu  (jezik: engleski)
- na sajtu  (jezik: engleski)
- Teenage Mutant Ninja Turtles na sajtu AllMovie (jezik: engleski)
- Podaci o saundtreku na zvaničnom sajtu. (језик: енглески)